# Capella de Sant Sebastià (Mataró)
La Capella de Sant Sebastià és una capella del municipi de Mataró (Maresme) inclosa en l'Inventari del Patrimoni Arquitectònic de Catalunya.

## Descripció
És una petita capella ubicada a la cantonada d'un edifici, entre la plaça de Santa Anna i el carrer de Barcelona. A la capella, oberta, s'hi accedeix, mitjançant dues portes, una a cada carrer. A la porta del carrer de Barcelona hi trobem tres escuts, un amb les armes de Mataró, les del rei simbolitzant la jurisdicció reial i les de Barcelona com a carrer de la Ciutat Comtal. L'edifici, Can Ximenes, és de línies neoclàssiques. A l'interior de la capella hi ha una escultura de Sant Sebastià col·locada l'any 1985, obra de Perecoll amb motiu de la restauració de la capella i tot l'edifici que l'acull.

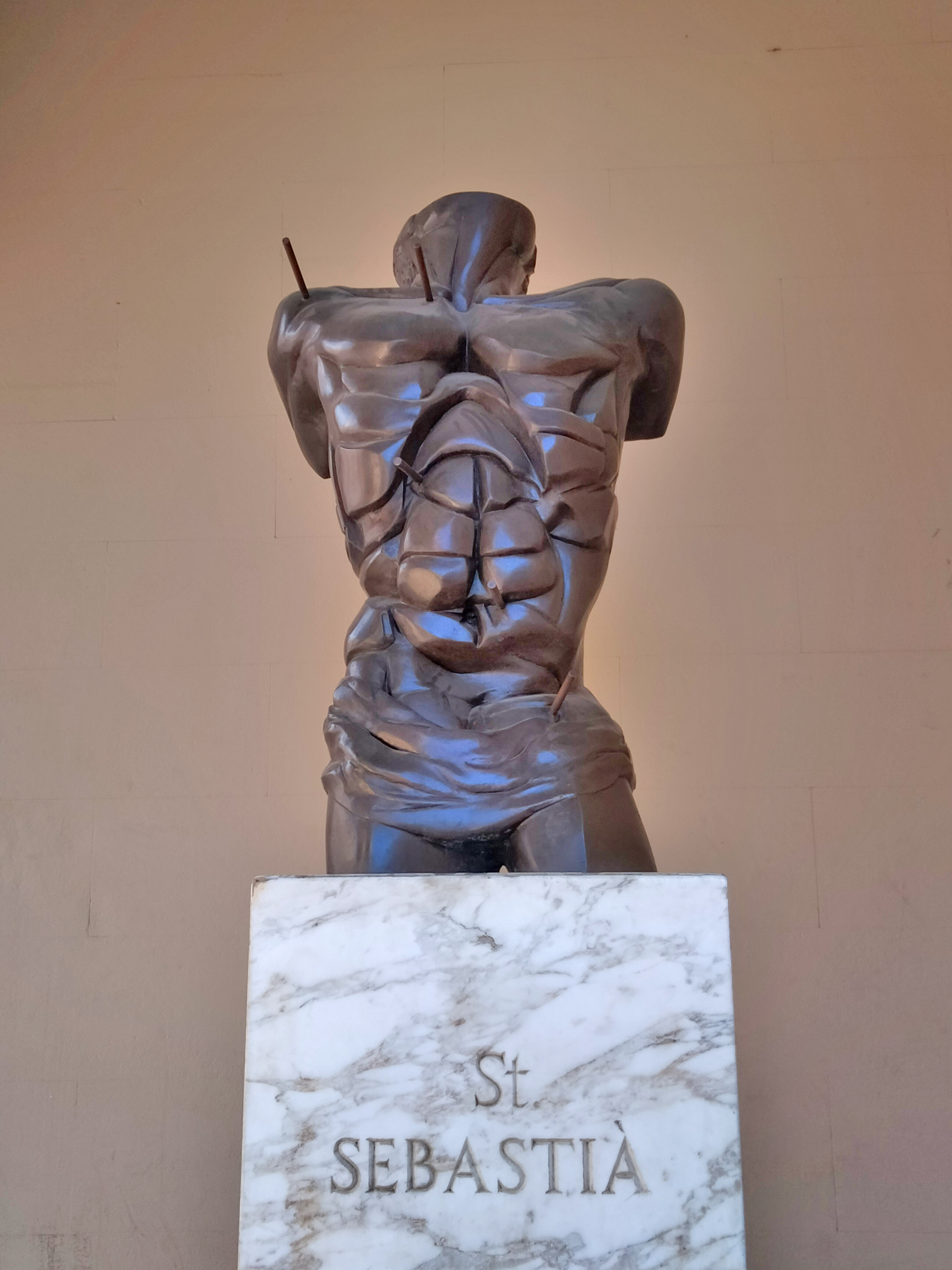
Sant Sebastià, de Perecoll

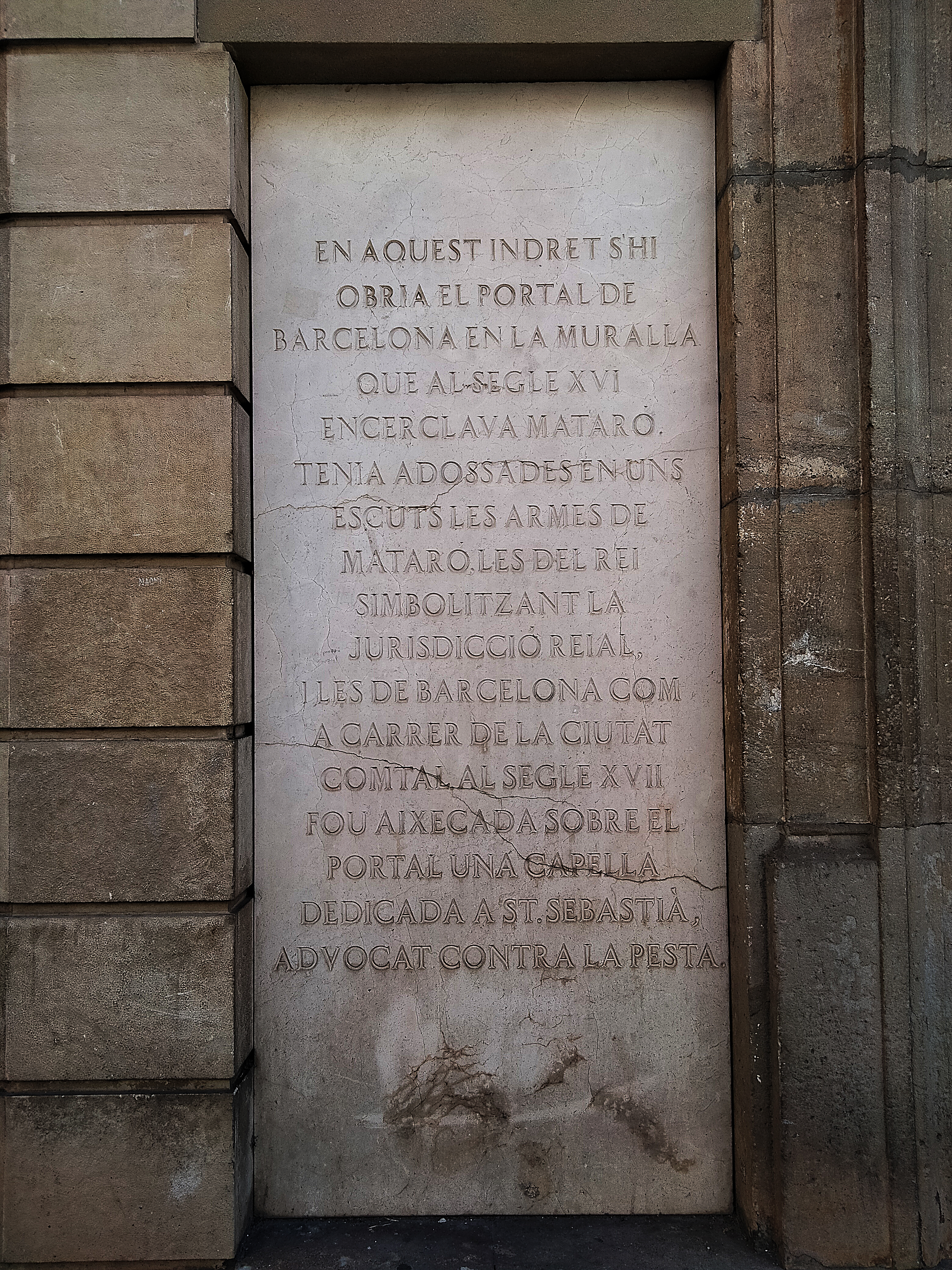
Làpida en record del desaparegut portal de Barcelona

## Història
Originàriament, a l'indret on es trobava la capella de Sant Sebastià, s'obria el portal de Barcelona a la muralla que al segle xvi encerclava Mataró; en aquesta època, hi tenia adossats els tres escuts esmentats. Al segle xvii fou aixecada sobre el portal una capella dedicada a Sant Sebastià, advocat contra la pesta. L'any 1635, el Consell de la Universitat de la Vila, aprovà el projecte i l'any 1696, a petició dels administradors del culte al Sant, el Consell de la Vila acordà ajudar els veïns del carrer Barcelona per col·locar un retaule de rajoles de València a la capella.
El 1856, enderrocat el portal, els escuts i la capella trobaren refugi al casal neoclàssic que fou bastit a l'espai sobrant. Fins a 1936, es conservà una imatge tallada de Sant Sebastià. L'any 1985 es restaurà la capella i s'hi feu col·locar una nova imatge i es posà una placa on s'hi relata la història del lloc per acabar dient: «Avui, 1985, la ciutat amb la reforma d'aquest àmbit vol deixar constància perenne de tots aquests fets històrics».